# Drosophila analis
Drosophila analis är en tvåvingeart som beskrevs av Macquart 1843. Drosophila analis ingår i släktet Drosophila och familjen daggflugor.
Artens utbredningsområde är Algeriet.